# 克利俄斯
克利俄斯，或克瑞俄斯，英語：，希腊神话中地母蓋亞与天父烏剌諾斯所生的12位提坦之一。
没有什么有关克利俄斯的神话。按照伪阿波罗多洛斯所说，克利俄斯曾与蓬托斯之女欧律比亞结合，生出3位第二代提坦：阿斯特赖俄斯、帕拉斯和珀耳塞斯。
克利俄斯在泰坦战争中与其他顽固派泰坦一起反对宙斯，因而在失败后被关进塔耳塔洛斯深渊里。

## 资料来源
- 《世界神话辞典》，辽宁人民出版社，ISBN 7-205-00960-X